# Публий Кальвизий Тулл Рузон
Публий Кальвизий Тулл Рузон (лат. Publius Calvisius Tullus Ruso) — римский политический деятель конца I века — начала II века.
Его отцом консул-суффект 84 года Публий Кальвизий Рузон Юлий Фронтин. Тулл был женат на Домиции Луцилле Старшей, в браке с которой у него родилась дочь Домиция Луцилла Младшая, ставшая матерью императора Марка Аврелия. В 109 году Рузон занимал должность ординарного консула вместе с Авлом Корнелием Пальмой Фронтонианом.